# U-Bahnhof Ruhleben

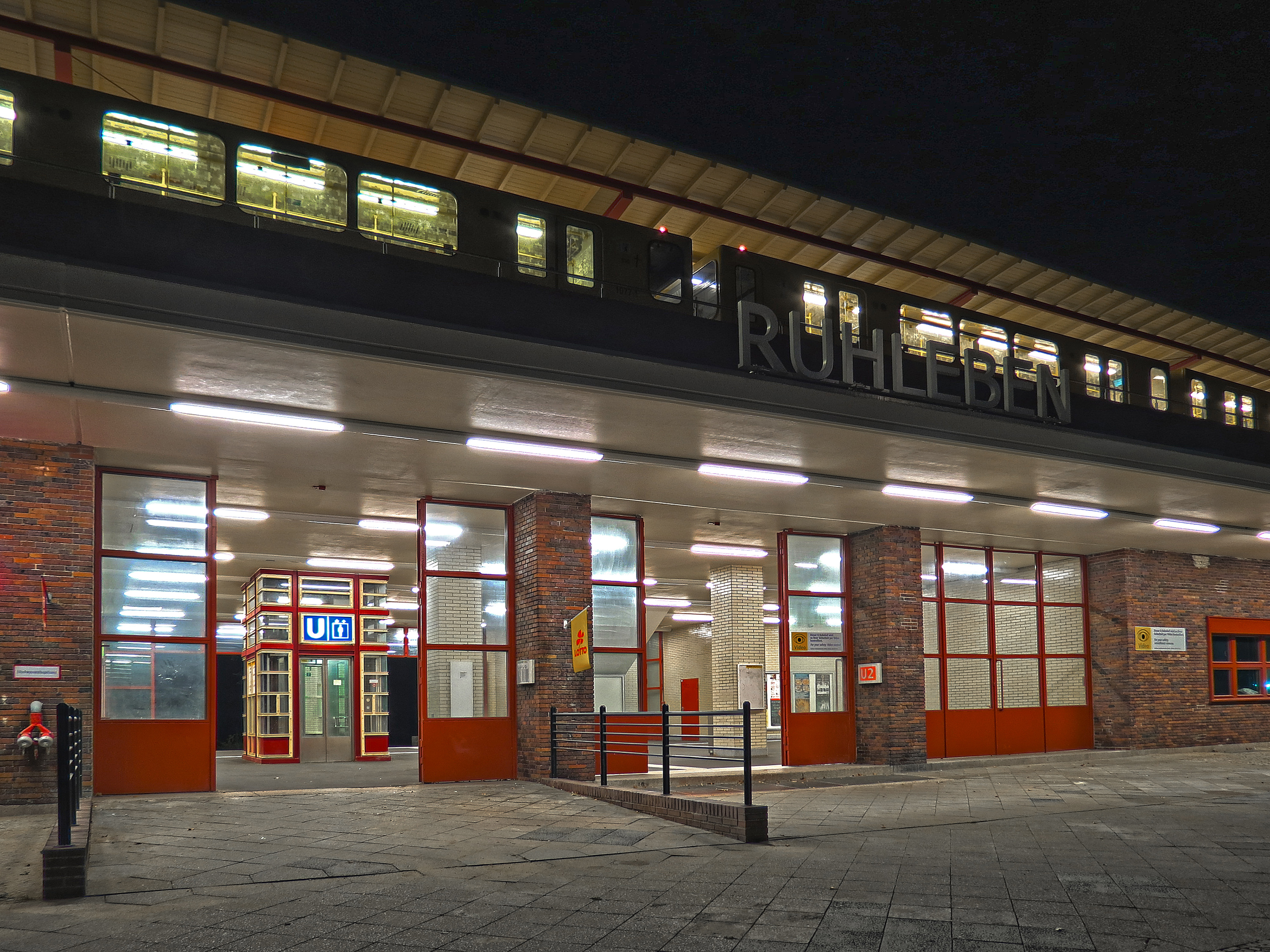
Bahnhofseingang an der Charlottenburger Chaussee

Der U-Bahnhof Ruhleben ist ein Berliner U-Bahnhof der Linie U2 in der Ortslage Ruhleben des Ortsteils Westend im Bezirk Charlottenburg-Wilmersdorf. Er wurde 1929 eröffnet und ist bis heute die westliche Endstation der U-Bahn-Linie U2.

## Geschichte

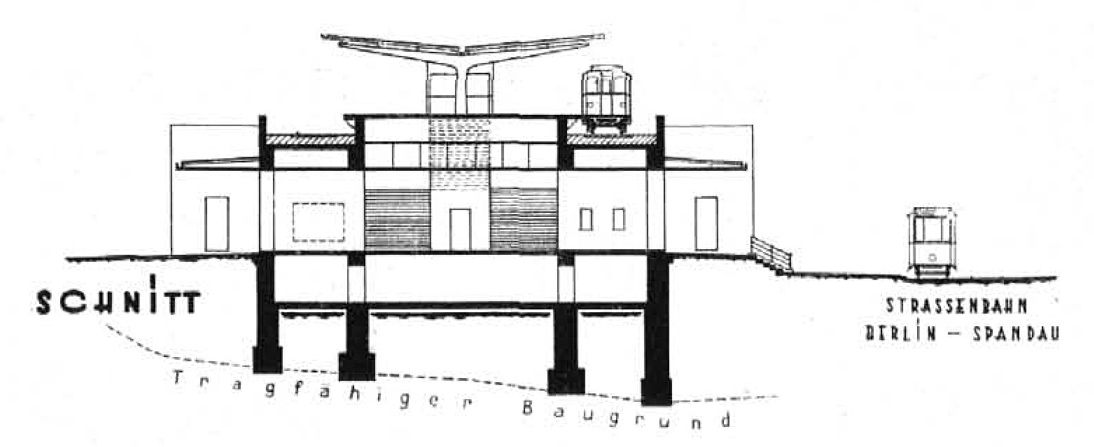
Querschnitt des Bahnhofs von Alfred Grenander

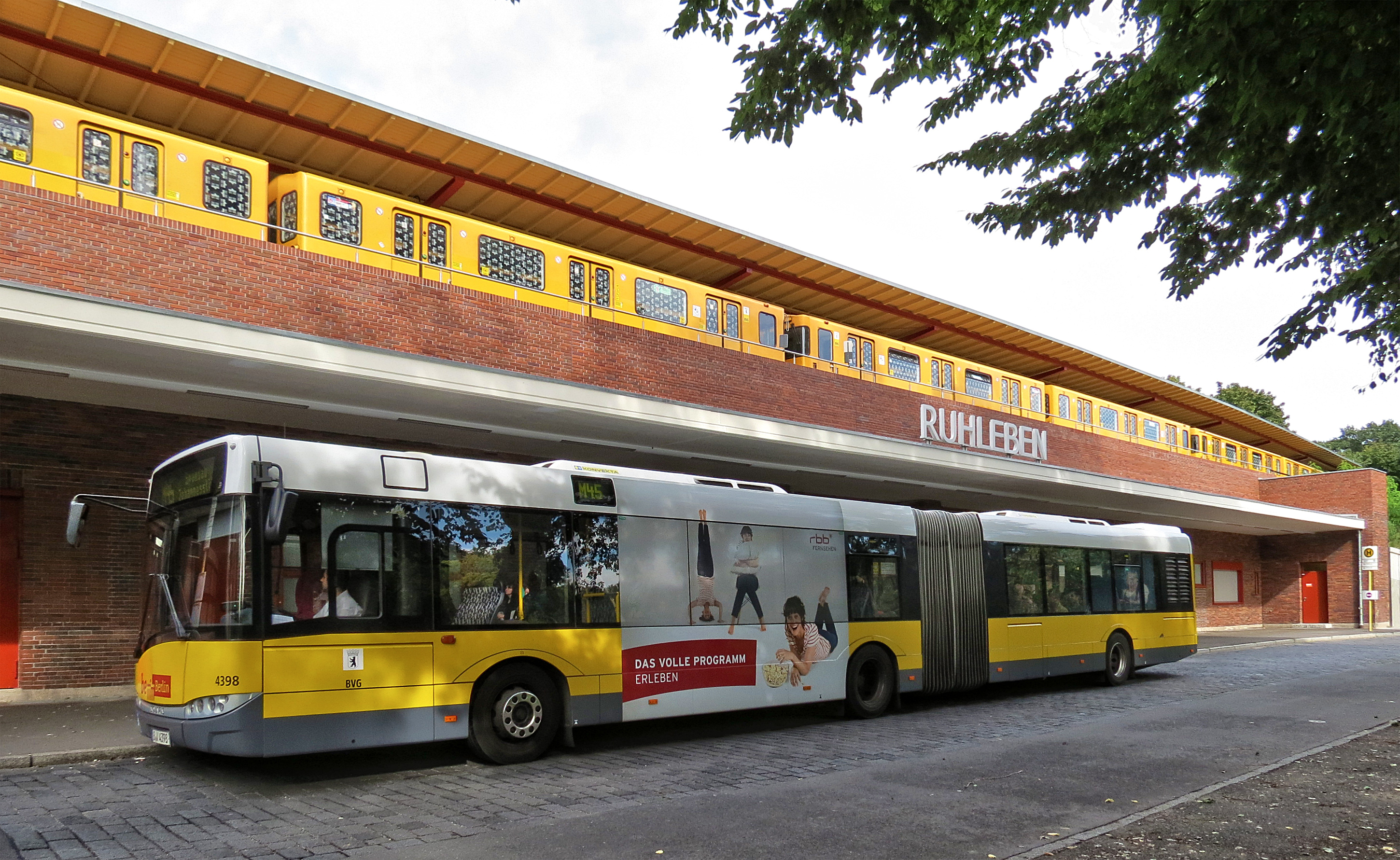
Südseite des U-Bahnhofs

Der U-Bahnhof Ruhleben der heutigen U-Bahn-Linie U2 wurde 1929 errichtet und am 22. Dezember des gleichen Jahres eröffnet. Er stellt bis heute den Endpunkt der ehemaligen Stammlinie dar. Der Architekt Alfred Grenander errichtete auf einem Damm einen funktionalen Bahnhof mit überdachtem Mittelbahnsteig und einer Empfangshalle darunter. Da die Gleise hinter dem Bahnsteig nicht weitergeführt werden, müssen die Züge am Bahnsteig wenden; die Annahme, die Kapazität des Bahnhofs sei daher stark eingeschränkt, ist aber falsch. Im Jahr 1946 kam es zu einem Unfall, als ein Zug über das Bahnsteigende hinausfuhr und erst auf der steil abfallenden Böschung zum Stendelweg zum Stehen kam.

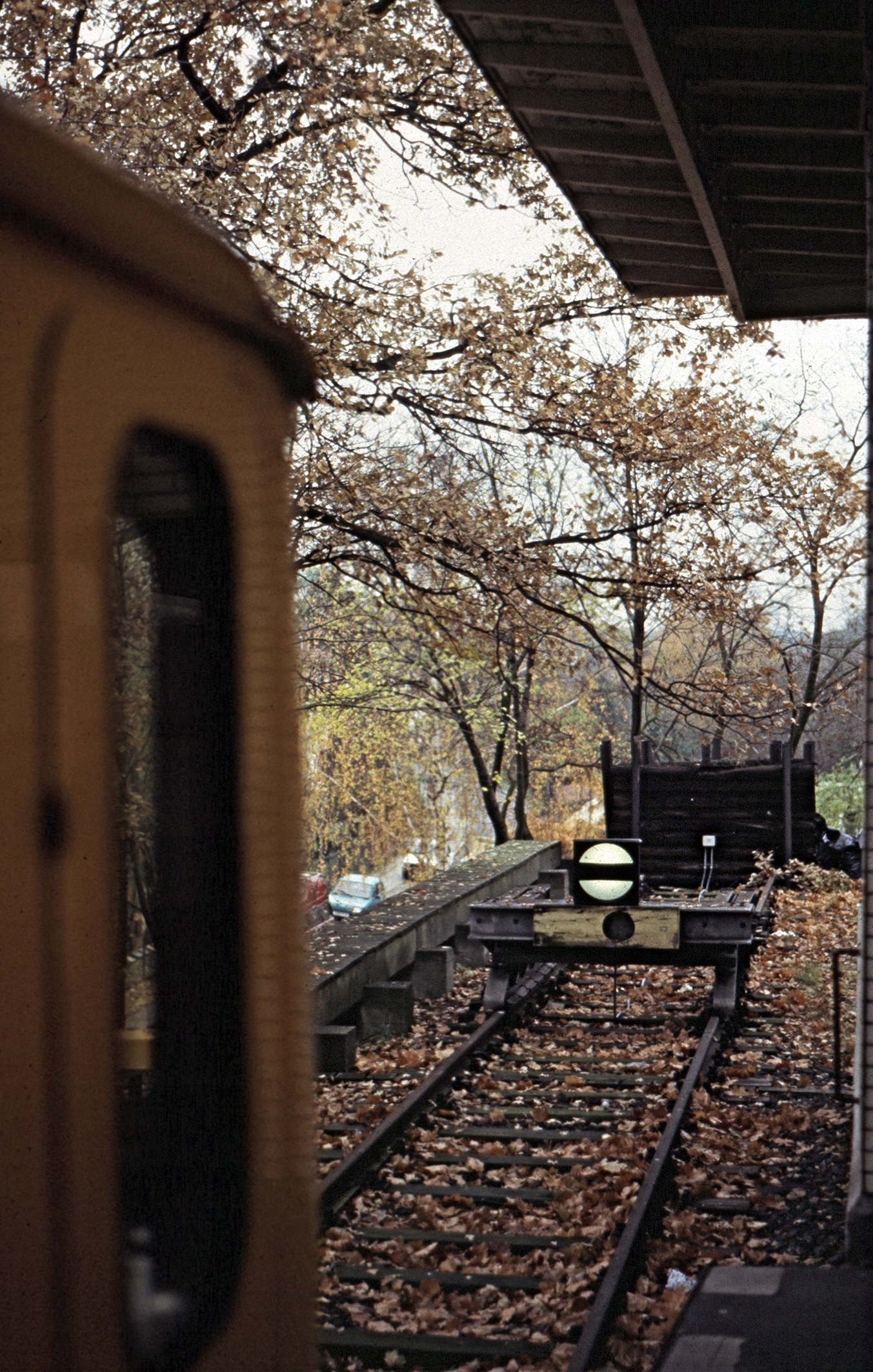
Streckenende vor dem Umbau (1993)

Bis zur Eröffnung der U-Bahn-Linie U7 im Jahr 1984 zum Rathaus Spandau war der Bahnhof Ruhleben Hauptanschluss Spandaus an das Berliner U-Bahn-Netz und wurde in der Hauptverkehrszeit rund alle drei Minuten bedient. Mehrere Omnibuslinien verteilten von hier aus die Fahrgäste bis in die Spandauer Ortsteile Gatow/Kladow, Staaken, Falkenhagener Feld und Hakenfelde. Der starke Umsteigeverkehr zwischen Bus und U-Bahn wurde durch entsprechend eingebaute Rolltreppen organisiert. Eine Besonderheit in Berlin war auch die bis heute erhaltene Uhr zur Anzeige der nächsten U-Bahn-Abfahrt an der Vorderseite (Bus-Ankunft aus Spandau) des Bahnhofs. Andersherum wurde den Busfahrern mittels einer roten Signallampe an der Haltestelle angezeigt, ob eine U-Bahn gerade den Bahnhof erreicht hat. In diesem Falle hätte der Bus noch etwas länger gewartet. Die Lampe ist ebenfalls noch erhalten und wurde in ähnlicher Form auch auf anderen U-Bahnhöfen verwendet.

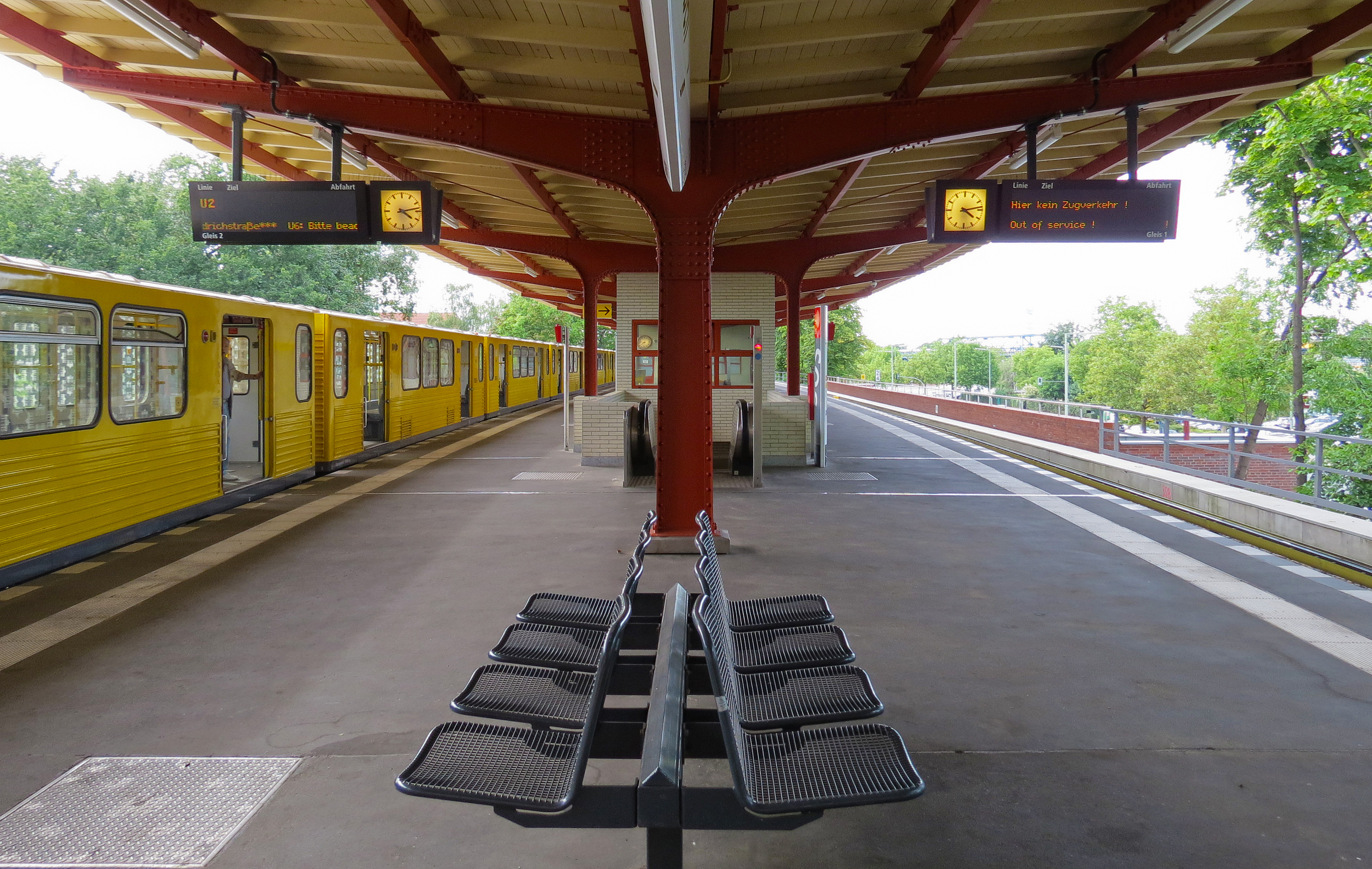
Bahnsteig mit Zug der Baureihe GI/1

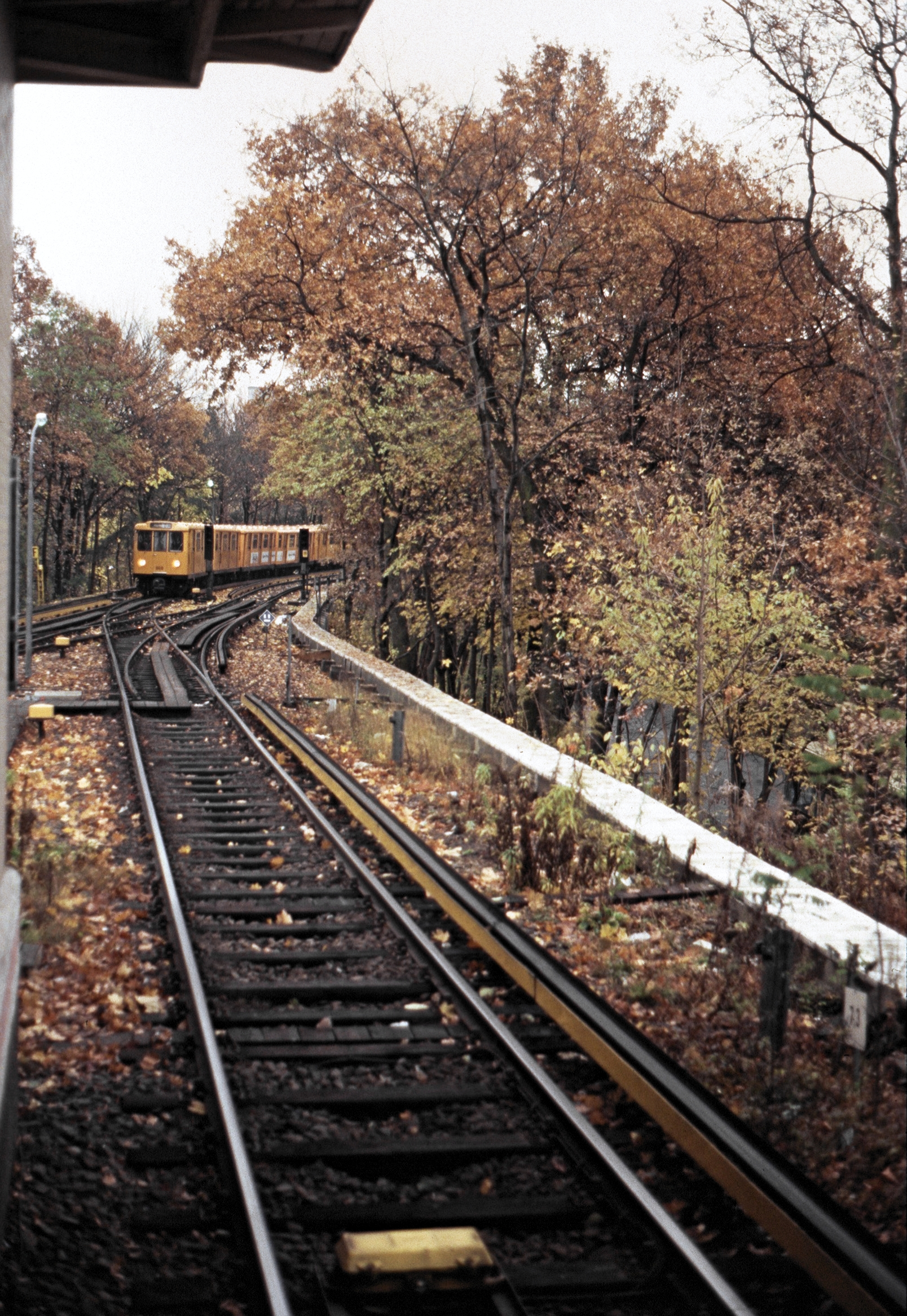
A3-Zug bei der Einfahrt in den U-Bahnhof (1993)

Eine seit den 1920er Jahren geplante Streckenverlängerung der U2 über Rathaus Spandau nach Hakenfelde bzw. später zum Falkenhagener Feld wurde zugunsten der damals umstrittenen U-Bahn-Linie U7 zurückgestellt. Im U-Bahnhof Rathaus Spandau entstanden aber bereits Bauvorleistungen für die Verlängerung der U-Bahn-Linie U2. Ruhleben gehört heute eher zu den schwächer genutzten U-Bahnhöfen, dafür hatte die BVG jedoch schon 1984 durch die drastische Reduzierung der Zubringerbusse gesorgt. Daher lässt die BVG viele U-Bahn-Züge inzwischen nur noch bis zum Theodor-Heuss-Platz fahren. Dies liegt aber auch an der starken Konkurrenz des U-Bahnhofs Ruhleben, was den Umsteigeverkehr angeht:
- Der U7 nach Rathaus Spandau,
- einem intensiven Omnibus-Verkehr über die Heerstraße zwischen Charlottenburg und dem Spandauer Süden und
- der seit 1998 wieder in Betrieb genommenen Spandauer Vorortbahn der S-Bahn.

Der weniger leistungsfähige Regionalverkehr über Westkreuz und Jungfernheide nach Spandau spielt hierbei eine Nebenrolle.
Seit 1996 besitzt der Endbahnhof der U2 eine Aufzugsanlage, sodass ein barrierefreier Zugang zum Bahnsteig möglich ist. In den Jahren 2010/2011 erfolgten umfangreiche Arbeiten zur Grundinstandsetzung des Bahnhofs und zur Sanierung des Bahndamms, nachdem bereits seit 2007 das Gleis 2 wegen abgerutschter Böschungen gesperrt war. Der U-Bahn-Betrieb war während der Bauarbeiten im Abschnitt Olympia-Stadion – Ruhleben eingestellt. Die Baukosten lagen bei 7,7 Millionen Euro.
Auf der Wiese am Südausgang des Bahnhofs befindet sich ein Findling, der aus der Murellenschlucht an diese Stelle transportiert wurde und als Naturdenkmal gelistet ist (siehe Findlinge in der Murellenschlucht).

## Anbindung
| Linie | Verlauf |
| ----- | --- |
|       | Pankow – Vinetastraße – Schönhauser Allee – Eberswalder Straße – Senefelderplatz – Rosa-Luxemburg-Platz – Alexanderplatz – Klosterstraße – Märkisches Museum – Spittelmarkt – Hausvogteiplatz – Stadtmitte – Mohrenstraße – Potsdamer Platz – Mendelssohn-Bartholdy-Park – Gleisdreieck – Bülowstraße – Nollendorfplatz – Wittenbergplatz – Zoologischer Garten – Ernst-Reuter-Platz – Deutsche Oper – Bismarckstraße – Sophie-Charlotte-Platz – Kaiserdamm – Theodor-Heuss-Platz – Neu-Westend – Olympia-Stadion – Ruhleben |

Am U-Bahnhof bestehen Umsteigemöglichkeiten von der Linie U2 zu den Omnibuslinien X37, M45, 130 und 131 der BVG.